# Tristan Hoffman

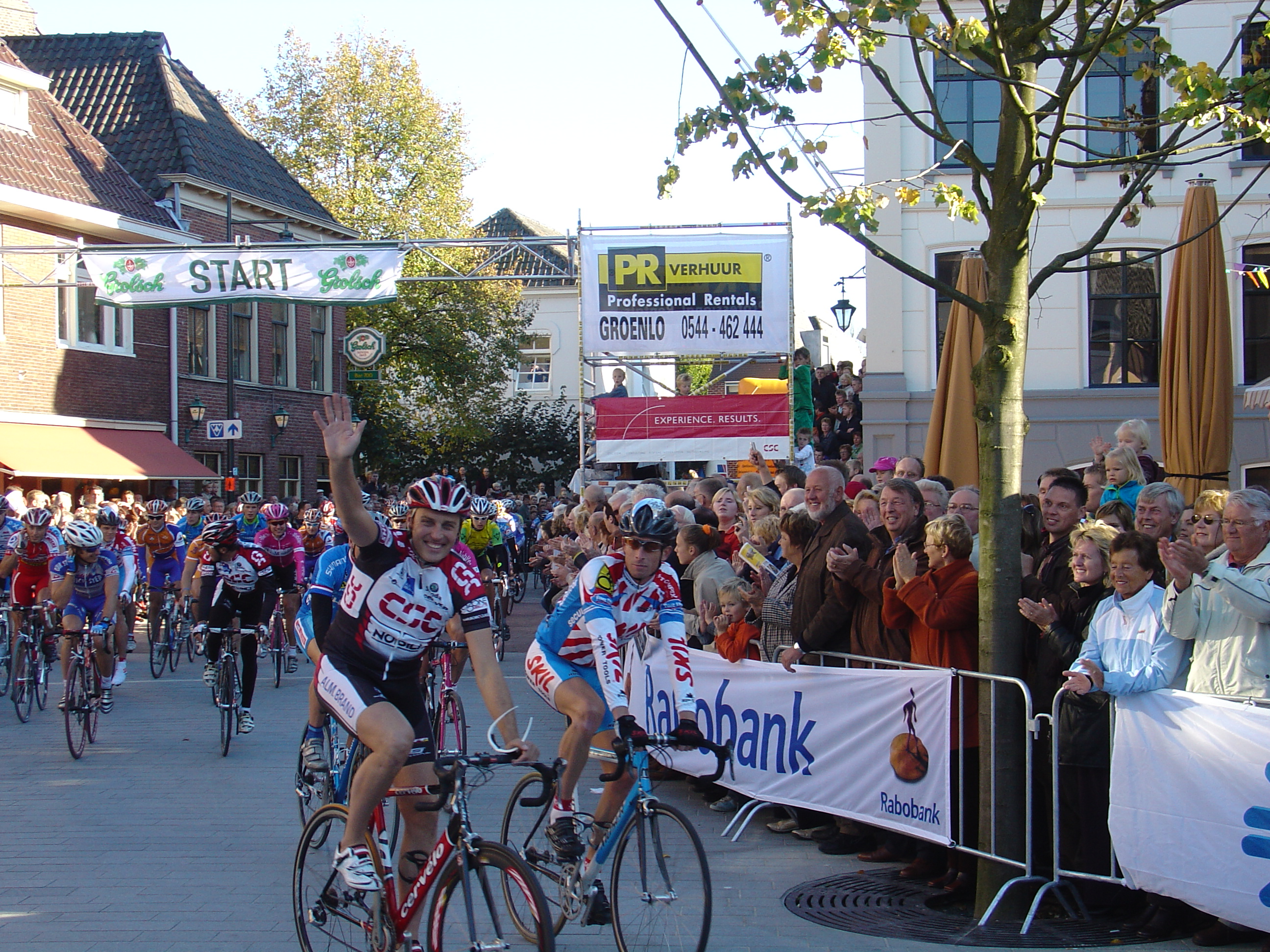
Hoffman bij zijn afscheid in Groenlo. Naast hem Bart Voskamp, die gelijktijdig stopte.

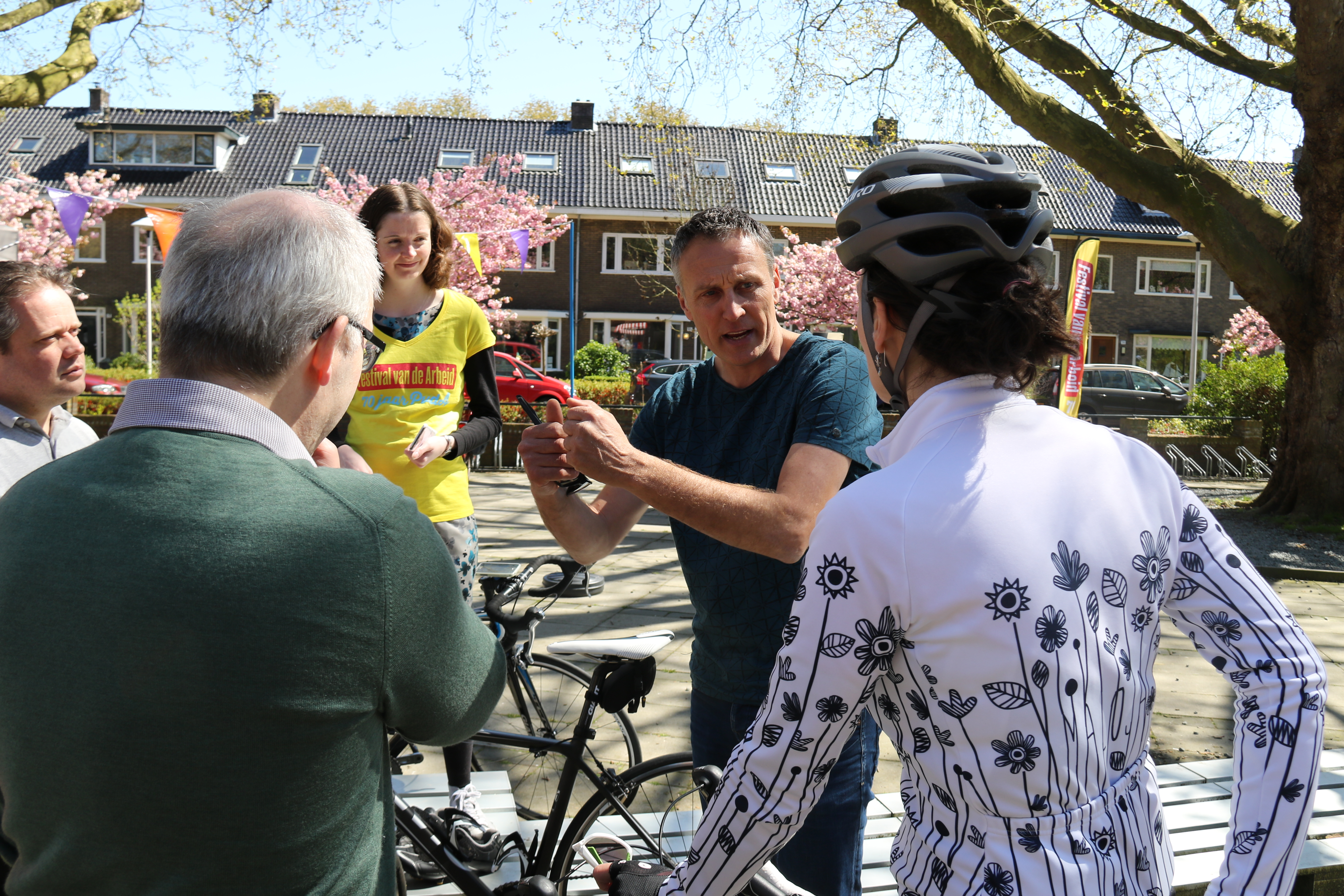
Hoffman bij een wielrenclinic, 2016

Tristan Henri Christiaan Hoffman (Groenlo, 1 januari 1970) is een Nederlands voormalig wielrenner en tegenwoordig ploegleider bij Team Jayco AlUla.

## Biografie

### Wielrenner
Hoffman werd in 1992 prof bij TVM en verraste meteen door datzelfde jaar Nederlands kampioen te worden. Hoffmann, een specialist in de vlakkere eendaagse wedstrijden, zou in totaal acht jaar bij het team rijden. Hij won onder meer Veenendaal-Veenendaal, Dwars door België, Parijs-Bourges en etappes in de Ronde van Zwitserland, de Ronde van Murcia en de Herald Sun Tour.
In 2000 verhuisde Hoffmann naar het Deense Memorycard, dat later uit zou groeien tot Team CSC. Hij behaalde diverse ereplaatsen in klassiekers en won in zijn eerste jaar bij zijn nieuwe ploeg Dwars door Vlaanderen. Het zou zijn laatste overwinning zijn, al kwam Hoffman nog regelmatig dicht erbij, zoals met een tweede plaats in Parijs-Roubaix van 2004.
Een jaar later kwam hij tijdens de Omloop Het Volk zwaar ten val, door een klap op een bloembak langs de weg. Een dubbele open scheenbeenbreuk betekende het einde van zijn wielrencarrière. 
Hierna werd hij actief als assistent van ploegleider Bjarne Riis. Het seizoen begon hij dus als renner en beëindigde hij als ploegleider.

### Ploegleider
Hoffman begon in 2005 als ploegleider en werkte ook in 2006 bij zijn Team CSC. Voor het wielerseizoen 2007 stapte hij over naar T-Mobile Team, dat later doorging met de sponsornamen High Road, HTC en Colombia. Voor 2011 keerde Hoffman terug als ploegleider bij de wielerploeg van Bjarne Riis, Team Saxo Bank-Sungard. Bij deze ploeg won hij met Fabian Cancellara Parijs-Roubaix 2006, 
Nick Nuyens de Ronde van Vlaanderen 2011, wereldkampioen Peter Sagan de Ronde van Vlaanderen 2016 en Rafal Majka de elfde etappe in de Ronde van Frankrijk 2015. De ploeg stopte eind 2016.
In 2017 werd Hoffman actief als ploegleider bij Team Bahrain McLaren met kopman Vincenzo Nibali. Hij was de eerste Nederlander die binnen de staf actief was bij de ploeg uit Bahrein. In 2020 kwamen renners Wout Poels en Kevin Inkelaar bij de ploeg. Na een tussenjaar zonder ploeg, keerde hij begin 2022 terug als ploegleider bij Team BikeExchange, de nieuwe ploeg van Dylan Groenewegen, die nu de sponsornaam Team Jayco AlUla draagt.

### Boek
Eind 2019 werd een boek over Tristan Hoffman uitgegeven. Het door Rik Gockel geschreven Tristan Hoffman - Flandrien uit Groenlo bestaat uit acht opmerkelijke verhalen afgewisseld door gedichten en foto's. Op 22 november is het boek door Mart Smeets officieel gepresenteerd bij City Lido in Groenlo.

## Belangrijkste resultaten
1992
- Nederlands kampioenschap wielrennen - 1e

1993
- Ronde van de Toekomst, 1 etappe
- Ronde van Zwitserland, 2e etappe

1994
- Herald Sun Tour, 1 etappe

1995
- Ronde van Zweden, 2 etappes
- Ronde van Murcia, 3e etappe

1996
- Dwars door Vlaanderen - 1e
- Parijs-Bourges - 1e
- Ronde van de Haut-Var - 3e
- Parijs-Tours - 4e

1998
- Nederlands kampioenschap wielrennen - 2e

1999
- Veenendaal-Veenendaal - 1e
- Clasica de Sabinanigo - 1e
- 1e etappe Driedaagse van West-Vlaanderen
- Gent-Wevelgem - 3e
- Kuurne-Brussel-Kuurne - 5e

2000
- Dwars door Vlaanderen (voorheen: Dwars door België) - 1e
- Ronde van Made - 1e
- Parijs-Roubaix - 4e
- Gent-Wevelgem - 4e
- Ronde van Vlaanderen - 5e

2002
- Parijs-Roubaix - 4e

2004
- Parijs-Roubaix - 2e

## Resultaten in voornaamste wedstrijden
| Jaar | Ronde van Italië | Ronde van Frankrijk | Ronde van Spanje |
| ---- | ---------------- | ------------------- | ---------------- |
| 1992 |                  |                     |                  |
| 1993 |                  |                     | 103e             |
| 1994 |                  |                     | opgave           |
| 1995 |                  | opgave              | 116e             |
| 1996 |                  |                     | 78e              |
| 1997 |                  | 128e                | opgave           |
| 1998 | buiten tijd      |                     | 95e              |
| 1999 |                  |                     |                  |
| 2000 |                  | 117e                |                  |
| 2001 |                  |                     |                  |
| 2002 |                  |                     |                  |
| 2003 |                  |                     |                  |
| 2004 |                  |                     |                  |

| Jaar | Milaan-San Remo | Gent-Wevelgem | Ronde van Vlaanderen | Parijs-Roubaix | Amstel Gold Race | E3 Harelbeke | Parijs-Tours | Omloop Het Volk |  | WK op de weg |  | Wereldranglijsten |
| ---- | --------------- | ------------- | -------------------- | -------------- | ---------------- | ------------ | ------------ | --------------- |  | ------------ |  | ----------------- |
| 1992 |                 | 116e          |                      |                |                  |              | 9e           |                 |  |              |  |                   |
| 1993 |                 | 17e           | 51e                  |                |                  |              | 77e          |                 |  |              |  |                   |
| 1994 |                 | 94e           | 23e                  |                |                  | 9e           |              |                 |  |              |  |                   |
| 1995 |                 | 76e           | 47e                  | 33e            |                  | 5e           | 45e          | 15e             |  |              |  |                   |
| 1996 | 110e            | 28e           | 67e                  | 12e            |                  | 7e           | 4e           | 12e             |  |              |  |                   |
| 1997 | 96e             | 62e           | 34e                  |                | 20e              |              |              | 8e              |  |              |  |                   |
| 1998 |                 |               |                      | 19e            | 65e              | 6e           |              | 73e             |  | 53e          |  |                   |
| 1999 | 90e             | Brons         | 8e                   | 17e            | 82e              | 9e           | 96e          | 12e             |  |              |  |                   |
| 2000 | 79e             | 4e            | 5e                   | 4e             | 84e              |              |              | 7e              |  |              |  | 17e (UWB)         |
| 2001 | 114e            |               |                      |                |                  | 5e           | 96e          |                 |  |              |  |                   |
| 2002 |                 | 9e            | 27e                  | 4e             | 39e              |              | 14e          | 64e             |  |              |  |                   |
| 2003 |                 |               | 71e                  | 21e            | 97e              | 14e          | 36e          | 49e             |  |              |  |                   |
| 2004 |                 | 16e           | 40e                  | ↑              |                  |              | 71e          |                 |  |              |  |                   |

Wielerploegen van Tristan Hoffman
Barth ·
Capiot ·  
Hamburger · 
Harmeling ·
Hoffman ·  
Konysjev · 
Meinert-Nielsen · 
Millar ·
Oeslamin ·
Schurer · 
J. Siemons ·
M. Siemons ·
Skibby ·
Sunderland ·
Theunisse ·
Van Den Bossche ·
van der Pas ·
Wijnands ·
Zjdanov ·
De Clercq (stagiair) ·
Henry (stagiair) ·
Konings (stagiair)
Capiot ·  
de Vries ·
den Bakker ·
Girardi ·
Hamburger · 
Harmeling ·
Hermans ·
Hoffman ·  
Lauritzen · 
Meinert-Nielsen · 
Millar ·
Nelissen ·
Schurer · 
Skibby ·
Sunderland ·
Talen ·
Theunisse ·
Van Den Bossche ·
van Steen ·
Voskamp ·
Wijnands ·
Knaven (stagiair) ·
Meier (stagiair)
Blijlevens ·
Capiot ·  
Cornelisse ·
den Bakker ·
Hamburger · 
Harmeling ·
Hoffman · 
Knaven · 
Lauritzen · 
Meier ·
Meinert-Nielsen · 
Millar ·
Nelissen ·
Rooks · 
Skibby ·
Sunderland ·
Theunisse ·
Van Den Bossche ·
van Steen ·
Voskamp ·
Johnsen (stagiair) ·
Møller (stagiair) ·
Van Dyck (stagiair)
Appeldoorn ·
Blijlevens ·
Cornelisse ·
den Bakker ·
Hamburger · 
Harmeling (tot 15/10) ·
Hoffman · 
Johnsen ·
Knaven · 
Luppes · 
Meier ·
Meinert-Nielsen · 
Nijdam ·
Redant ·
Rooks · 
Skibby ·
Thebes ·
Theus ·
Van De Laer ·
van der Steen ·
Van Dyck ·
Van Petegem ·
van Steen ·
Voskamp ·
de Jongh (stagiair) · 
Kjærgaard (stagiair) ·
Lotz (stagiair) 
Blijlevens ·
Buurstede ·
Cornelisse (tot 19/09) ·
de Jongh ·
den Bakker·
Hamburger · 
Hoffman · 
Johnsen ·
Kjærgaard ·
Knaven ·  
Nijdam ·
Pétilleau ·
Poelnikov ·
Redant ·
Roux · 
Skibby ·
Thebes ·
Van De Laer ·
van der Steen ·
Van Dyck ·
Van Malderghem ·
Van Petegem ·
van Steen ·
Voskamp · 
Sonne (stagiair) 
Andersson ·
Blijlevens ·
Capiot ·
de Jongh ·
de Koning ·
den Bakker ·
Dubbeldam ·
Hamburger · 
Hoffman · 
Ivanov ·
Kjærgaard ·
Knaven ·  
Michaelsen ·
Pétilleau ·
Redant (tot 30/04) ·
Roux · 
Skibby ·
van der Steen ·
Van Dyck ·
Van Petegem ·
Voskamp · 
Asmaker (stagiair) ·
van Kessel (stagiair) ·
Vries (stagiair)
Andersson ·
Asmaker ·
Blijlevens ·
Capiot ·
de Jongh ·
Dubbeldam ·
Hoffman · 
Ivanov ·
Knaven ·  
Lafis ·
Larsen ·
Michaelsen ·
Møller ·
Oesjakov ·
Roux · 
Van Bondt ·
van der Ven ·
Van Dyck ·
van Kessel ·
Van Petegem ·
Voskamp · 
Vries
Asmaker ·
Blijlevens ·
Capiot ·
Casarotto ·
de Jongh ·
Hoffman · 
Ivanov ·
Klier ·
Knaven ·  
Lafis ·
Møller (tot 31/07) ·
Oesjakov ·
Van Bondt ·
van der Ven ·
Van Dyck ·
van Kessel ·
Van Petegem ·
van Steen ·
Voskamp · 
Vries ·
Kleynen (stagiair) ·
Scheirlinckx (stagiair) ·
Schmitz (stagiair)
Andersen ·
Blaudzun · 
Corvers ·
Gilmore ·
Hamburger ·
Hoffman ·
Johansen ·
Jørgensen · 
Kyneb ·
Larsen ·
Bjarke Nielsen · 
Piil ·
Piziks ·
Rasmussen ·
Rittsel ·
Sandstød ·
Skibby · 
Michael Steen Nielsen ·
Ruberti (stagiair)
Asmaker ·
Beeckman ·
Blaudzun · 
Cerezo ·
García ·
Hamburger ·
Hoffman ·
L. Jalabert ·
N. Jalabert ·
Jeune ·
Jonasson ·
Jørgensen · 
Larsen ·
Bjarke Nielsen · 
Piil ·
Piziks ·
J. Rasmussen ·
Rittsel ·
Sandstød ·
N. Sørensen · 
R. Sørensen ·
Michael Steen Nielsen ·
Bruun Eriksen (stagiair) ·
M. Rasmussen (stagiair)
Asmaker ·
Blaudzun · 
Bruun Eriksen ·
Calvente ·
Cerezo ·
Dean ·
García ·
Hamilton ·
Hoffman ·
L. Jalabert ·
N. Jalabert ·
Jeune ·
Jonasson ·
Madsen ·
Nielsen · 
Peron ·
Piil ·
Piziks ·
Rasmussen ·
Rittsel ·
Sandstød ·
Sastre ·
Sørensen · 
Van Bondt ·
Van Hyfte ·
Ramírez (stagiair) ·
Schleck (stagiair)
Blaudzun · 
Bruun Eriksen ·
Calvente ·
Christensen ·
Dean ·
Hamilton ·
Hoffman ·
Jalabert ·
Kristensen ·
Luttenberger ·
Madsen ·
Michaelsen · 
Peron ·
Piil ·
Piziks ·
Sandstød ·
Sastre ·
Schleck ·
Sørensen · 
Tafi ·
Van Bondt ·
Van Hyfte ·
Arroyo (stagiair) ·
Knudsen (stagiair) ·
Urtasun (stagiair)
Arvesen ·
Bartoli ·
Basso ·
Blaudzun · 
Bruun Eriksen ·
Calvente ·
Christensen ·
Guidi ·
Goesev ·
Hoffman ·
Høj ·
Jaksche ·
Julich ·
Luttenberger ·
Madsen ·
Michaelsen · 
Peron ·
Piil ·
Sandstød ·
Sastre ·
F. Schleck ·
Sciandri (tot 20/05) ·
Sørensen · 
Vandborg ·
Voigt ·
A. Schleck (stagiair) 
Arvesen ·
Bak ·
Basso ·
Blaudzun · 
Breschel ·
Bruun Eriksen ·
Calvente ·
Gerdemann ·
Guidi (tot 15/02) ·
Goesev ·
Hoffman (tot 15/07) ·
Johansen ·
Julich ·
Lombardi ·
Luttenberger ·
Michaelsen · 
Müller ·
Peron ·
Piil ·
Roberts ·
Sastre ·
A. Schleck ·
F. Schleck ·
N. Sørensen · 
Vandborg ·
Vande Velde ·
Voigt ·
Zabriskie ·
Klostergaard (stagiair) ·
C. A. Sørensen (stagiair) 